# Niviaq Korneliussenová
Niviaq Korneliussenová (* 27. ledna 1990 Nanortalik) je grónská spisovatelka. Píše v grónštině a sama své texty překládá do dánštiny.
Studovala sociální vědy na Grónské univerzitě a poté psychologii na univerzitě v Aarhusu, ale ani jedno studium nedokončila. Je lesba a život homosexuálů je i jedním z témat jejího literárního debutu, románu Homo Sapienne z roku 2014. Za svůj druhý román Blomsterdalen získala v roce 2021 nejprestižnější skandinávské literární ocenění, Cenu severské rady.
Její román Homo sapienne vyšel v roce 2019 česky v nakladatelství Argo, v překladu Zdeňka Lyčky.